# Marius Linartas
Marius Linartas (* 18. November 1973 in Klaipėda) ist ein litauischer Basketballtrainer.

## Laufbahn
Linartas begann mit acht Jahren, Basketball zu spielen, und spielte selbst in der zweiten litauischen Liga. Nach dem Sportstudium an der Bildungsakademie der Vytautas-Magnus-Universität begann er seine Trainerkarriere an der Šarūnas-Marčiulionis-Basketballakademie, wo er elf Jahre lang litauische Nachwuchsspieler betreute. Im Anschluss trainierte er die Nachwuchsmannschaft von Lietuvos rytas Vilnius, mit der er 2009 den zweiten Platz beim Euroleague Basketball Next Generation Tournament belegte, sowie die U18-Auswahl der litauischen Basketballnationalmannschaft, mit der er 2010 die FIBA U18-Europameisterschaft gewann. Im Anschluss war er vor allem als Trainerassistent in Litauen, Polen, Russland und China beschäftigt.
2018 wechselte er nach Deutschland, wo er beim Bundesligisten Science City Jena als Assistenztrainer des Profiteams sowie als Trainer der zweiten Mannschaft in der Regionalliga Südost für die Förderung von Jugendspielern verantwortlich war. Nachdem die Erstligamannschaft mehrere Niederlagen in Folge erlitt und auf dem letzten Tabellenplatz stand, gab der bisherige Trainer Björn Harmsen die Verantwortung für die Mannschaft an Linartas ab. Nach dem Abstieg in die ProA wurde er erneut Assistenztrainer (diesmal an Seite von Frank Menz) der Profimannschaft und Trainer der zweiten Mannschaft, die seit 2019 als Culture City Weimar auftritt. 2020 gab er das Traineramt in Weimar an Farsin Hamzei ab. 2021 übernahm Linartas in Jena das Traineramt der U19-Jugend in der Nachwuchs-Basketball-Bundesliga und leitete ebenfalls Einzeltrainingsstunden mit jungen Spielern. Mitte Dezember 2022 wurde er als Nachfolger des entlassenen Domenik Reinboth wieder Cheftrainer von Jenas Profimannschaft, inzwischen in der 2. Bundesliga ProA. Im Februar 2023 musste Linartas das Amt wieder abgeben, der US-Amerikaner Michael Mai wurde geholt. Unter Linartas, der andere Aufgaben in dem Verein übernahm, war Jenas Zweitligamannschaft vorher in zehn Spielen nur ein Sieg gelungen.

## Erfolge und Ehrungen

### Erfolge als Trainer
- FIBA U18-Europameisterschaft: 2010

### Auszeichnungen
Goldmedaille des Department für Körperkultur und Sport bei der Regierung der Republik Litauen: 2008, 2010